# أكسارايسكيي (مقاطعة أستراخان)
أكسارايسكيي (بالروسية: Аксарайский) هي مدينة في مقاطعة أستراخان أوبلاست في روسيا.